# StEG II 257–285
Die StEG II 257–285 waren Schlepptenderlokomotiven der Staats-Eisenbahn-Gesellschaft (StEG), einer privaten Eisenbahngesellschaft Österreich-Ungarns.
Die insgesamt 29 Maschinen entstanden durch Umbau aus älteren 1B-Maschinen, die ursprünglich alle von der Wiener Neustädter Lokomotivfabrik geliefert worden waren, und aus Neubauten.
Der Umbau wurde in der StEG-Werkstätte in Pest von 1862 bis 1876 durchgeführt.
Umgebaut wurden die Nummern 377, 381, 402, 403, 408, 411, 412, 416, 419–421, 424–426, 428–431, 433–437 und 423 des ersten StEG-Bezeichnungsschemas sowie die 242 und 255 des zweiten Schemas.
Dazu kamen noch drei Neubauten (264, 281 und 282) der Werkstätte Pest.
Im Bezeichnungsschema von 1873 bekamen die Maschinen die Nummern 257–285 und die Kategorie IVr zugeordnet.
1891 kamen 15 Lokomotiven als 1286–1300 zur MÁV, die sie ab 1911 als Baureihe 252 bezeichneten.